# Gymnorete alicei
Gymnorete alicei är en svampdjursart som först beskrevs av Topsent 1901.  Gymnorete alicei ingår i släktet Gymnorete och familjen Euretidae. Inga underarter finns listade i Catalogue of Life.